# Podbrdy
Podbrdy (en allemand : Podbird) est une commune du district de Beroun, dans la région de Bohême-Centrale, en République tchèque. Sa population s'élevait à 232 habitants en 2020.

## Géographie
Podbrdy se trouve à 8 km au nord-est de Hostomice, à 12 km au sud-sud-est de Beroun et à 33 km au sud-ouest de Prague.
La commune est limitée par Všeradice au nord-est, par Nesvačily au nord, par Skuhrov au nord-est, par Dobříš au sud-est, et par Vižina au sud-ouest.

## Histoire
La première mention écrite de la localité date de 1788.